# Tau3 Gruis
Título a ser usado para criar uma ligação interna é Tau3 Gruis.
Tau3 Gruis (75 Gruis) é uma estrela na direção da constelação de Grus. Possui uma ascensão reta de 22h 56m 47.82s e uma declinação de −47° 58′ 09.2″. Sua magnitude aparente é igual a 5.72. Considerando sua distância de 272 anos-luz em relação à Terra, sua magnitude absoluta é igual a 1.11. Pertence à classe espectral Am....